# Gonzalo Cobo
Gonzalo Cobo Toro (Potosí, 21 de enero de 1976) es un locutor deportivo y presentador de televisión boliviano.

## Biografía
Nació en Potosí en 1976, hijo de Ismael Cobo y Remedios Toro
Estudió comunicación social, en la Universidad Mayor de San Andrés y se especializó en periodismo deportivo en Copenhague, Dinamarca.

### Trayectoria profesional
Empezó a trabajar en 1996 luego de que Federico "Perico" Pérez lo invitara para integrase al programa El show de la NBA de la red Bolivisión, del que fue conductor y narrador.
En 2002 empezó su propio programa en Radio Laser denominado Futbolmania donde relató los partidos internacionales de los equipos bolivianos, en 2005 pasó a Radio Fides y al año siguiente llevaría el programa a ambas emisoras.
Desde 2005 condujo la sección deportiva Central de deportes en el canal RTP.
En febrero de 2014 anunció que dejaba el canal tras nueve años para trabajar el programa CD7 por Bolivia TV.

## Programas

### Televisión
- El show de la NBA (Bolivisión, 1996-2001).
- Central de Deportes (RTP, 2005 - 2013).
- CD7: Canal de Deportes 7 (2014-2015).
- Tigo Sports Noticias (2016-presente).[5]
- El Alargue (Futbolmania) (ATB, 2017-presente).

### Radio
- Futbolmania (Radio Laser, 2002-2004, 2006-presente; Radio Fides 2005-presente).

## Distinciones
- 2020 Prócer Pedro Domingo Murillo otorgado por la Alcaldía de La Paz, por su labor como relator deportivo[6]